# Kalifa Coulibaly
Kalifa Coulibaly (Bamako, 21 augustus 1991) is een Malinees voetballer die als aanvaller speelt. Hij verruilde in 2017 KAA Gent voor FC Nantes. In 2013 debuteerde hij in het nationale elftal van Mali.

## Clubcarrière
Coulibaly werd geboren in de Malinese hoofdstad Bamako, waar hij in de jeugd bij AS Real Bamako speelde. In 2011 trok de spits naar het Franse Paris Saint-Germain. In het B-elftal van de Parijzenaars maakte hij in vier seizoenen in 86 competitiewedstrijden dertig doelpunten. In april 2014 maakte Sporting Charleroi bekend dat Coulibaly een tweejarig contract (met optie op twee seizoenen extra) tekende bij De Karolo's. Op 25 juli 2014 debuteerde hij in de Jupiler Pro League tegen Standard Luik. Op 13 december 2014 maakte de Malinese international zijn eerste doelpunt in de Jupiler Pro League tegen Waasland-Beveren.
In zijn eerste jaar maakte hij indruk bij Charleroi en hij was een van de pionnen die de club Europees voetbal schonk. Dat ontging landskampioen KAA Gent ook niet. Op 22 juni 2015 werd bekendgemaakt dat Coulibaly een contract zou tekenen voor 4 jaar bij de Gentse club. De transfer maakte deel uit van een spelersruil waarbij David Pollet, na anderhalf seizoen op de sukkel bij RSC Anderlecht en KAA Gent, terugkeerde naar Charleroi.
In zijn eerste seizoen bij KAA Gent beperkten zijn speelminuten zich vaak tot invalbeurten, door de concurrentie met onder meer Laurent Depoitre. Dat belette hem niet een bijzonder belangrijk doelpunt te scoren in de Champions League-wedstrijd tegen Olympique Lyonnais op 24 november 2015. Nadat hij enkele minuten eerder ingevallen was, scoorde hij in de slotseconden het winnende doelpunt (1-2 eindstand) en zette zo de Buffalo's definitief op weg naar hun historische kwalificatie voor de achtste finales.
In zijn tweede seizoen bij Gent stond Coulibaly vaker in de basis. In de uitwedstrijd tegen FK Shkendija op 25 augustus 2016 in de play-offs van de Europa League, die met 0-4 gewonnen werd, scoorde hij zijn zesde en zevende doelpunt op Europees niveau (Champions League en Europa League samengerekend). Dat maakte hem meteen Europees topschutter aller tijden voor KAA Gent. In de laatste wedstrijd van de groepsfase, op verplaatsing tegen Konyaspor op 8 december 2016, had Gent een overwinning nodig om zich te kwalificeren voor de knock-outfase. Coulibaly scoorde in de laatste minuut de 0-1 en stelde zo opnieuw in extremis de kwalificatie veilig, wat hem de bijnaam "Mr. Europe" opleverde.
In augustus 2017 tekende Coulibaly een vijfjarig contract bij het Franse FC Nantes.

## Clubstatistieken
| Seizoen         | Club            | Competitie      | Competitie | Competitie | Beker | Beker | Andere | Andere | Internationaal | Internationaal | Totaal | Totaal |
| Seizoen         | Club            | Competitie      | Wed.       | Dlp.       | Wed.  | Dlp.  | Wed.   | Dlp.   | Wed.           | Dlp.           | Wed.   | Dlp.   |
| --------------- | --------------- | --------------- | ---------- | ---------- | ----- | ----- | ------ | ------ | -------------- | -------------- | ------ | ------ |
| 2010/11         | PSG II          | CFA             | 7          | 2          | 0     | 0     | 0      | 0      | 0              | 0              | 7      | 2      |
| 2011/12         | PSG II          | CFA             | 23         | 2          | 0     | 0     | 0      | 0      | 0              | 0              | 23     | 2      |
| 2012/13         | PSG II          | CFA             | 31         | 12         | 0     | 0     | 0      | 0      | 0              | 0              | 31     | 12     |
| 2013/14         | PSG II          | CFA             | 25         | 14         | 0     | 0     | 0      | 0      | 0              | 0              | 25     | 14     |
| 2014/15         | Charleroi       | Eerste klasse   | 31         | 8          | 2     | 0     | 0      | 0      | 0              | 0              | 33     | 8      |
| 2015/16         | KAA Gent        | Eerste klasse   | 19         | 4          | 3     | 0     | 0      | 0      | 6              | 2              | 28     | 6      |
| 2016/17         | KAA Gent        | Eerste klasse   | 33         | 9          | 1     | 0     | 0      | 0      | 13             | 9              | 47     | 18     |
| 2017/18         | KAA Gent        | Eerste klasse   | 3          | 0          | 0     | 0     | 0      | 0      | 2              | 1              | 5      | 1      |
| 2017/18         | FC Nantes       | Ligue 1         | 8          | 1          | 0     | 0     | 0      | 0      | 0              | 0              | 8      | 1      |
| 2018/19         | FC Nantes       | Ligue 1         | 32         | 8          | 7     | 4     | 0      | 0      | 0              | 0              | 39     | 12     |
| 2019/20         | FC Nantes       | Ligue 1         | 21         | 4          | 2     | 1     | 0      | 0      | 0              | 0              | 23     | 5      |
| Carrière totaal | Carrière totaal | Carrière totaal | 233        | 64         | 15    | 5     | 0      | 0      | 21             | 12             | 269    | 81     |

## Interlandcarrière
Coulibaly debuteerde voor Mali op 15 oktober 2013 in de vriendschappelijke interland tegen Zuid-Korea. Hij mocht toen na 87 minuten invallen voor Ousmane Coulibaly. Mali verloor de oefeninterland in het Zuid-Koreaanse Cheonan met 3–1.
In december 2016 werd hij door Mali opgeroepen voor de Afrika Cup 2017. Daar kwam hij tweemaal in actie als invaller. Mali werd er uitgeschakeld in de groepsfase van het tornooi.
Zijn eerste doelpunt voor Mali maakte Coulibaly in een kwalificatiewedstrijd voor de Afrika Cup 2019 tegen Gabon op 10 juni 2017. De wedstrijd werd met 2-1 gewonnen.